# Neue Badenstraße 4 (Stralsund)
Das Gebäude mit der postalischen Adresse Neue Badenstraße 4 in Stralsund ist ein denkmalgeschütztes Bauwerk in der Neuen Badenstraße, Ecke Hafenstraße.
Der dreigeschossige, kubische Baukörper wurde im Jahr 1876 errichtet. Er weist segmentbogige Fensteröffnungen auf. Das aus gelbem Backstein gemauerte Gebäude besitzt aufwändig gestaltete Fassaden. Das Erdgeschoss und die Traufenunterkante zeigen Bänder glasierter Kacheln mit Pflanzenornamentik, im Obergeschoss flankieren Lisene die als flache Vorlagen ausgebildeten Eckachsen sowie, an der südlichen Längsseite, die Mittelachse.
Das Haus ist in die Liste der Baudenkmale in Stralsund eingetragen.